# Ukraina Stelo
Ukraina Stelo (укр. Українська Зоря) — перший український періодичний журнал мовою есперанто, засновий 1913 року. З 1913 по 1930-ті роки головнім редактором був Орест Кузьма.
Історію видання можна поділити на такі етапи:
- 1913 — кінець червня 1914 року; перерву спричинила Перша світова війна;
- 1922 — 1930 роки;
- 1991 - 10 чисел відновленого часопису;
- 1994 - виходив принагідно як альманах (близько 17 номерів);
- 2024 - виходить як квартальник.

На сторінках Ukraina Stelo друкували переклади творів Т. Шевченка, І. Франка, зокрема, його знаменита «Посвята» на честь Кобзаря (1914), О. Кобилянської, В. Стефаника, Лесі Українки, М. Коцюбинського, народні пісні, коломийки (їх переклав В. Атаманюк), статті про творчість українських письменників. У сучасному виданні з 1991 року переклади українських авторів виходять у рубриці «Українська антологія».
Перший номер Ukraina Stelo зберігається в Тернопільскому краєзнавчому музеї, подарунок дочки Михайла Юрківа за посередництва тернопільського есперантиста Віктора Паюка. Дарія-Єва Юрків за радянських часів старанно переховувала історичну спадщину по батькові, дуже боялася, аби примірники не конфіскували працівники КДБ.